# Andreas Gutzwiller
Andreas Gutzwiller, né le 12 septembre 1845 à Therwil et mort le 14 septembre 1917, est un géologue suisse.

## Domaine d'étude
Ses travaux portent notamment sur les cartes géographiques et géologiques de l'Allemagne,.